# Ankenævn
Et ankenævn er en privat klageinstans, der som regel er nedsat af en forbrugerorganisation og den respektive brancheorganisation i fællesskab. Medlemmerne af nævnet repræsenterer således enten forbruger- eller erhvervsinteresser, dog er formanden dommer. 
Ankenævnene kan i mange tilfælde betragtes som "specialnævn" i forhold til Forbrugerklagenævnet.
Fælles for ankenævnene er, at man forinden henvendelsen til nævnet skal have forsøgt at løse problemet med den erhvervsdrivende. Afgørelser truffet af et ankenævn er ikke eksigible, dvs. at den erhvervsdrivende ikke er tvunget til at følge dem, som han ville være, hvis der var tale om en domstolsafgørelse. Men i langt de fleste tilfælde følges ankenævnenes afgørelser. Sker det ikke, kan forbrugeren i nogle tilfælde få fri proces til at føre en retssag.
En del af de danske ankenævn er stiftet af Forbrugerrådet og brancheorganisationen for det pågældende område. Ankenævn kan godkendes af Økonomi- og erhvervsministeren, hvilket giver adgang til at opkræve visse gebyrer i forbindelse med sagsbehandlingen.

## Danske ankenævn
- Ankenævnet for Bedemandsbranchen
- Ankenævnet for Bus, Tog og Metro
- Ankenævnet for Dyrlæger
- Ankenævnet for Fondsmæglerselskaber
- Ankenævnet for Forsikring
- Ankenævnet for Hotel, Restaurant og Turisme
- Ankenævnet for Huseftersyn
- Ankenævnet for Investeringsforeninger
- Ankenævnet for Køreundervisning
- Ankenævnet for Tekniske Installationer
- Byggeriets Ankenævn
- Energiankenævnet
- Håndværkets Ankenævn
- Klagenævnet for Ejendomsformidling
- Pengeinstitutankenævnet
- Realkreditankenævnet
- Pakkerejseankenævnet
- Teleankenævnet